# Leonid Jacobson
Leonid Veniaminovitch Jacobson (en russe : Леонид Вениаминович Якобсон), né à Saint-Pétersbourg le 15 janvier 1904 et mort à Moscou le 17 octobre 1975, est un danseur, chorégraphe et maître de ballet russe.
De nos jours, il est reconnu comme l'un des plus éminents maîtres de ballet du monde, mais son œuvre n'avait pas coïncidé avec le régime politique de l'URSS. Il a en effet été accusé de formalisme, en violation des normes du ballet classique, et même critiqué parce que juif.

## Biographie
Élève de l'école de ballet de Pétrograd, il débute comme danseur de caractère au Kirov en 1926 et devient chorégraphe du Bolchoï en 1933, puis du Kirov en 1942-1950 et en 1955-1975.
Toute l'œuvre de ce grand maître du ballet allait à la coupe[Quoi ?] avec le régime du pouvoir soviétique. Chaque succès de son organisation provoquait les scandales orageux. On organisait contre lui des persécutions antisémites, on ne lui permettait pas de mettre en scène ses ballets. Beaucoup de ses projets n'ont pu être réalisés.
Il est récompensé par un prix Staline de 2e classe en 1951, pour le ballet Chouralé de Färit Yaroulline créé d'après le poème de Ğabdulla Tuqay et le folklore tatar.
En 1969, il est nommé directeur artistique du nouveau théâtre de ballet des Miniatures chorégraphiques fondé en 1966 par Piotr Goussev où il adapte beaucoup de spectacles des miniatures chorégraphiques. À présent cette troupe porte son nom : Ballet Jacobson.
En 1975, il est le chorégraphe du film L'Oiseau bleu de George Cukor. Mais il n'a pas le temps de voir le film, il meurt le 17 octobre 1975 et sera enterré au cimetière Bogoslovskoïe.

## Ballets de Leonid Jacobson
- 1930 : L'Âge d'or (le deuxième acte)
- 1933 : Till Eulenspiegel sur une musique de Richard Strauss
- 1936 : Les Illusions perdues de Boris Assafiev
- 1941 (La Seconde Guerre mondiale, le ballet n'a pas été démontré)
- 1950 : Chouralé
- 1956 : Spartacus, ballet composé par Aram Khatchatourian.
- 1958 : un grand ballet les Miniatures chorégraphiques – Jacobson a recueilli ses miniatures dans une pièce. En 1960, cette performance a été filmée et a reçu de nombreux prix: le prix Golden Nymph - 1961, Monte-Carlo; le diplôme de l'Université de Danse de Paris – 1961 (le film Miniatures chorégraphiques: https://www.youtube.com/watch?v=E0TKf4CL2Bo) ;
- 1962 : La Punaise, inspiré de la pièce de théâtre éponyme de Vladimir Maïakovski, dont le rôle principal est tenu par Natalia Makarova lors de la première représentation ;
- 1963 : Les Nouvelles d'amour ;
- 1964 : Le Douze ;
- 1967 : Au Pays des merveilles d'Isaak Schwarz, également avec Natalia Makarova dans le rôle principal
- 1969 : Vestris pour Mikhaïl Barychnikov (le ballet Vestris: https://www.youtube.com/watch?v=95eQYmbYPE8).